# Dina Vierny
Dina Vierny, de nacimiento Dina Aïbinder (Chisináu, 25 de enero de 1919-París, 20 de enero de 2009), fue una galerista, coleccionista de arte y directora de museo francesa, que trabajó previamente como modelo para artistas.
Modelo preferida y colaboradora del escultor Aristide Maillol durante los últimos diez años de la vida del artista, fue designada tras la muerte de Maillol como ejecutora testamentaria de su legado. Posteriormente, Vierny se convirtió en galerista y empezó a coleccionar arte. Tras el fallecimiento en 1972 de Lucien Maillol, hijo único del artista, pasó a ser la legataria universal de la obra de Maillol. Once años más tarde, creó la Fundación Dina Vierny y en 1995 abrió el Museo Maillol de París.

## Trayectoria

### Primeros años (1919-1939)
Dina Aïbinder era la hija de un pianista llamado Jacob Aïbinder, nacido el 9 de diciembre de 1889 en Chisináu, la capital de Besarabia, en la Zona de Asentamiento del Imperio ruso. Jacob Aïbinder pertenecía a una familia judeo-rusa de intelectuales laicos. De sus cuatro hermanas, una era cantante de ópera y otras dos habían realizado estudios de medicina. Cuando tenía quince años, Jacob Aïbinder fue encarcelado por el ejército zarista durante el motín del acorazado Potemkin en Odesa. Durante esos años, se adhirió al movimiento socialdemócrata. Su única hija, Dina Aïbinder, nació poco después de finalizar la Primera Guerra Mundial. Por aquel entonces, Besarabia ya se había independizado del Imperio ruso, constituyendo la República Democrática Moldava, y se había unido al Reino de Rumania. Dina Aïbinder pasó los primeros años de su vida en la mansión que tenía en Besarabia su abuelo materno, Grégoire Zviguilsky, que había hecho fortuna con sus fábricas de tabaco. Aunque el abuelo Zviguilsky había perdido gran parte de sus bienes en la Revolución de 1917, pudo conservar las fábricas que poseía en Besarabia y Moldavia, que habían pasado a formar parte de Rumania.
En 1926, cuando tenía siete años, Dina Aïbinder se trasladó con sus padres a París, huyendo del régimen de Stalin. La familia se instaló en un pequeño apartamento en la rue Monge y más adelante, cuando pudieron permitírselo, se mudaron a un piso mayor en la plaza des Peupliers. Jacob Aïbinder celebraba conciertos de música de cámara en su casa, que se convirtió en lugar de encuentro de intelectuales franceses y rusos. A estas reuniones asistían con frecuencia los escritores Antoine de Saint-Exupéry e Ivan Bounine.
En 1934, el arquitecto Jean-Claude Dondel, amigo de su padre, se fijó en el parecido físico de la adolescente Dina Aïbinder con las estatuas de Aristide Maillol. Se lo comunicó al escultor, que le escribió una carta: "Señorita, me han dicho que se parece a un Maillol o a un Renoir. Yo me conformaría con un Renoir". Tras ser presentados en una fiesta organizada por Maillol en su taller de Marly-le-Roi, Dina Aïbinder aceptó empezar a posar como modelo para él. Ella tenía quince años y Maillol, setenta y tres. Para que las sesiones de posado no interfiriesen en su formación académica, Maillol le construyó un pupitre en el taller, de forma que ella pudiese seguir estudiando mientras posaba. Dina Aïbinder se convirtió en la figura esencial de la obra de Maillol y le hizo retomar la escultura monumental en bronce que el artista había abandonado. Esta colaboración profesional, que duró diez años, se transformó con el tiempo en una auténtica amistad entre el artista y la modelo.

Algunas obras de Aristide Maillol para las que posó Dina Vierny
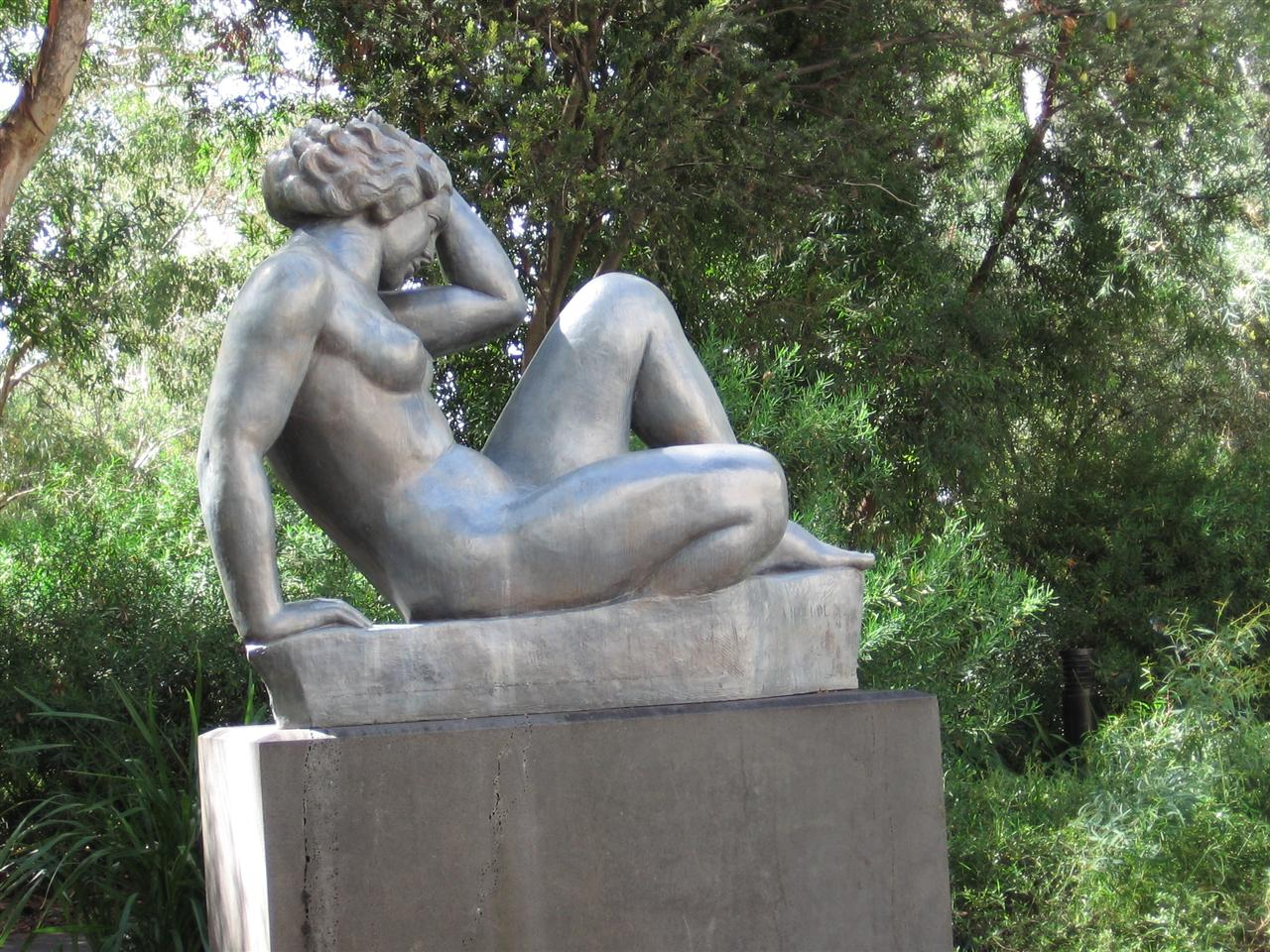
La Montaña (1937).
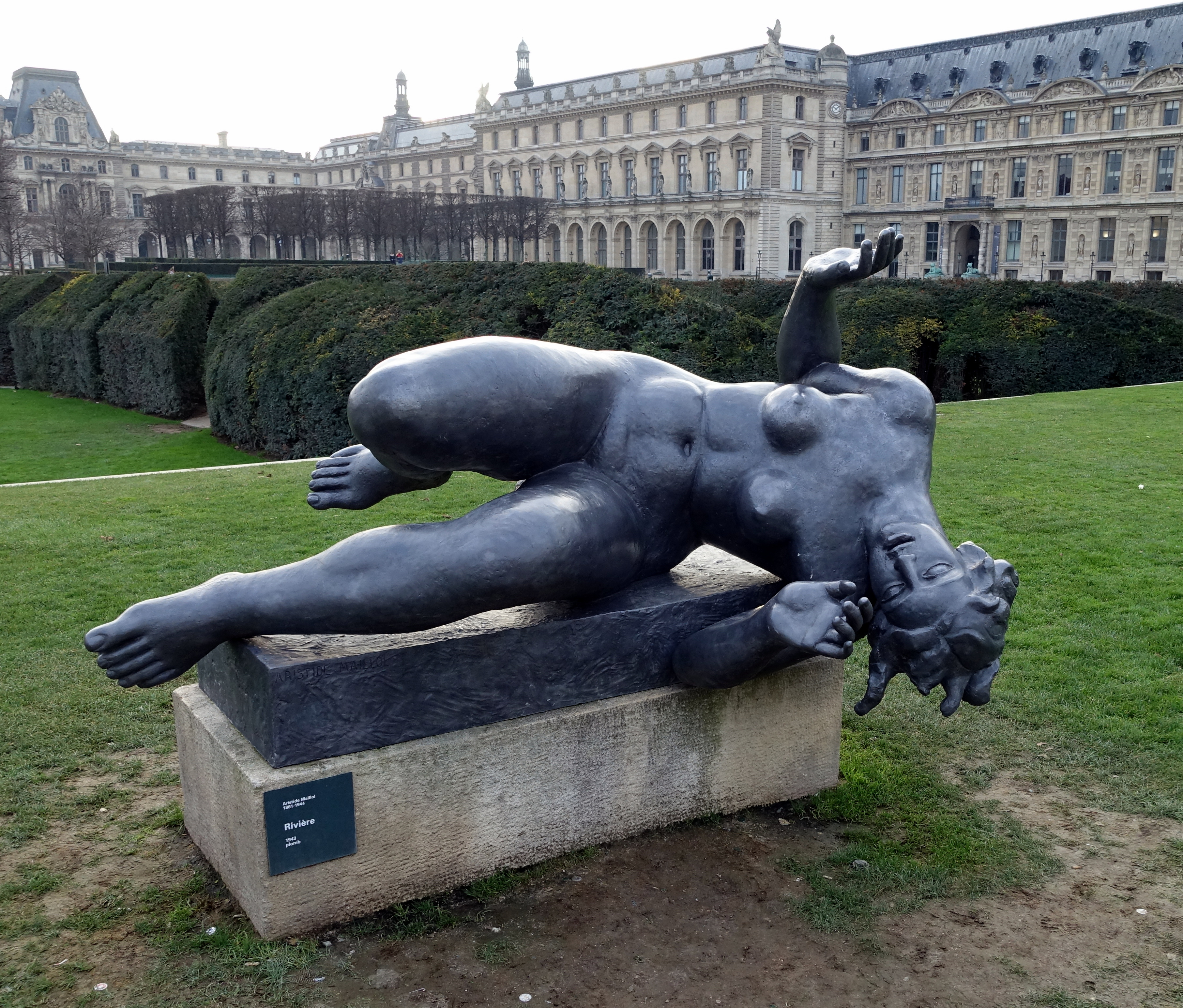
El Río (1938).
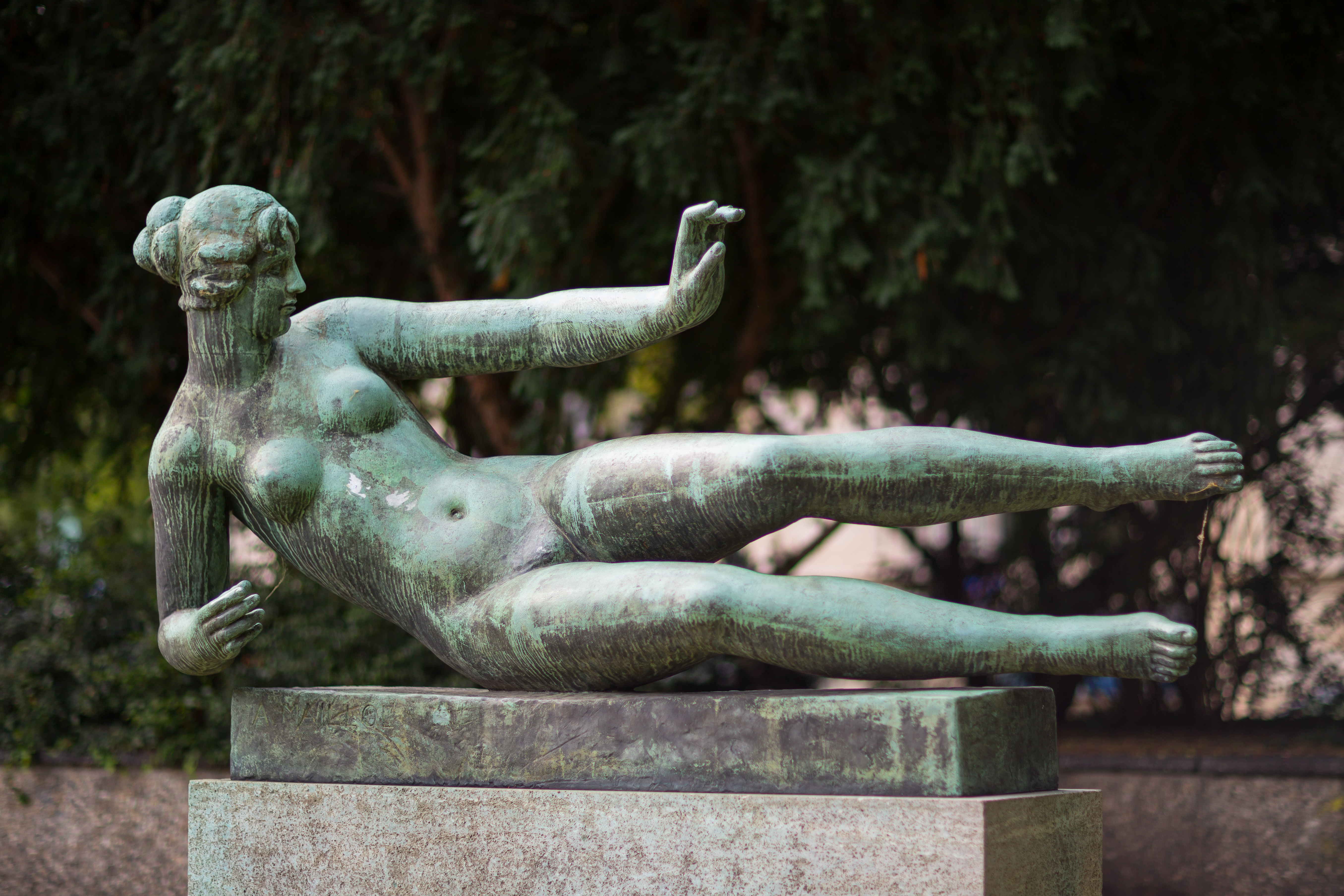
El Aire (1939).
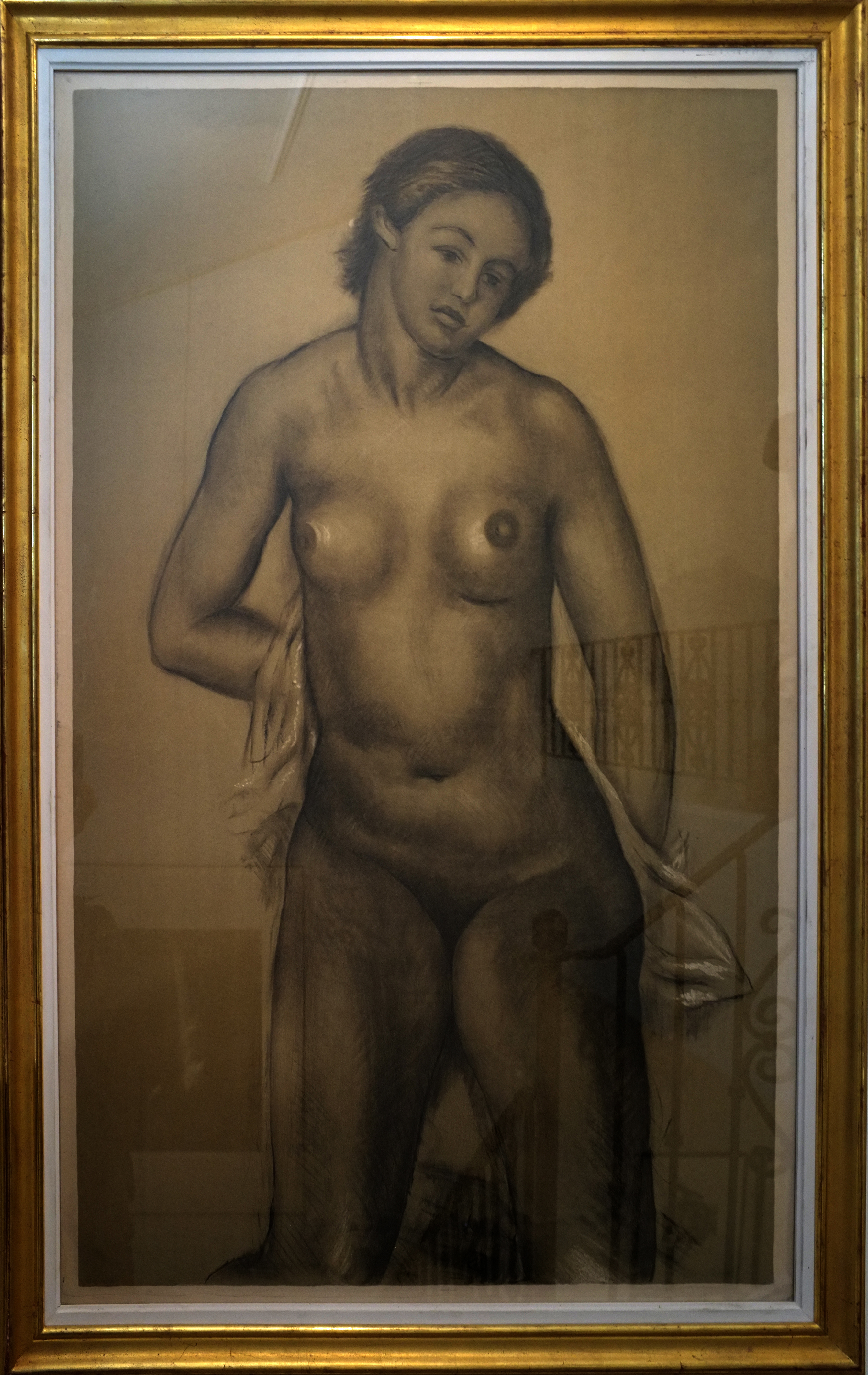
Dina, litografía (1943).

Junto con su compañero, el fotógrafo Pierre Jamet, Dina Aïbinder participó en el Frente Popular a través del movimiento de los Albergues de juventud. También formó parte de otros grupos como Les Amis de la nature o Les Faucons Rouges, una organización de jóvenes socialistas. Rompiendo con el pensamiento socialdemócrata de su familia, se adhirió al pensamiento trotskista. A través de Pierre Jamet, conoció en 1936 a los hermanos Pierre y Jacques Prevert, creadores del grupo teatral Octubre, en el que colaboró como cantante. Ese mismo año, apareció cantando La Internacional en la película La vida es nuestra de Jean Renoir, un film propagandístico financiado por el partido comunista. En 1938, participó, con un pequeño papel, en la película Altitude 3200 de Jean Benoit-Lévy, junto a Jean-Louis Barrault y Bernard Blier.
Una vez acabados sus estudios de secundaria, empezó a estudiar Física y Química en la Sorbona. En 1939, cuando tenía veinte años, se casó con Sacha Vierny, un antiguo conocido que también era exiliado ruso. Sacha Vierny posó ocasionalmente como modelo para algunos artistas, como André Derain. Al estallar la Segunda Guerra Mundial, fue movilizado y tuvo que abandonar sus estudios de veterinaria. Una vez acabada la guerra, ya separado de Dina Vierny, decidió dedicarse al cine y se convirtió en un destacado director de fotografía de la Nouvelle Vague.

### Resistencia (1940-1944)

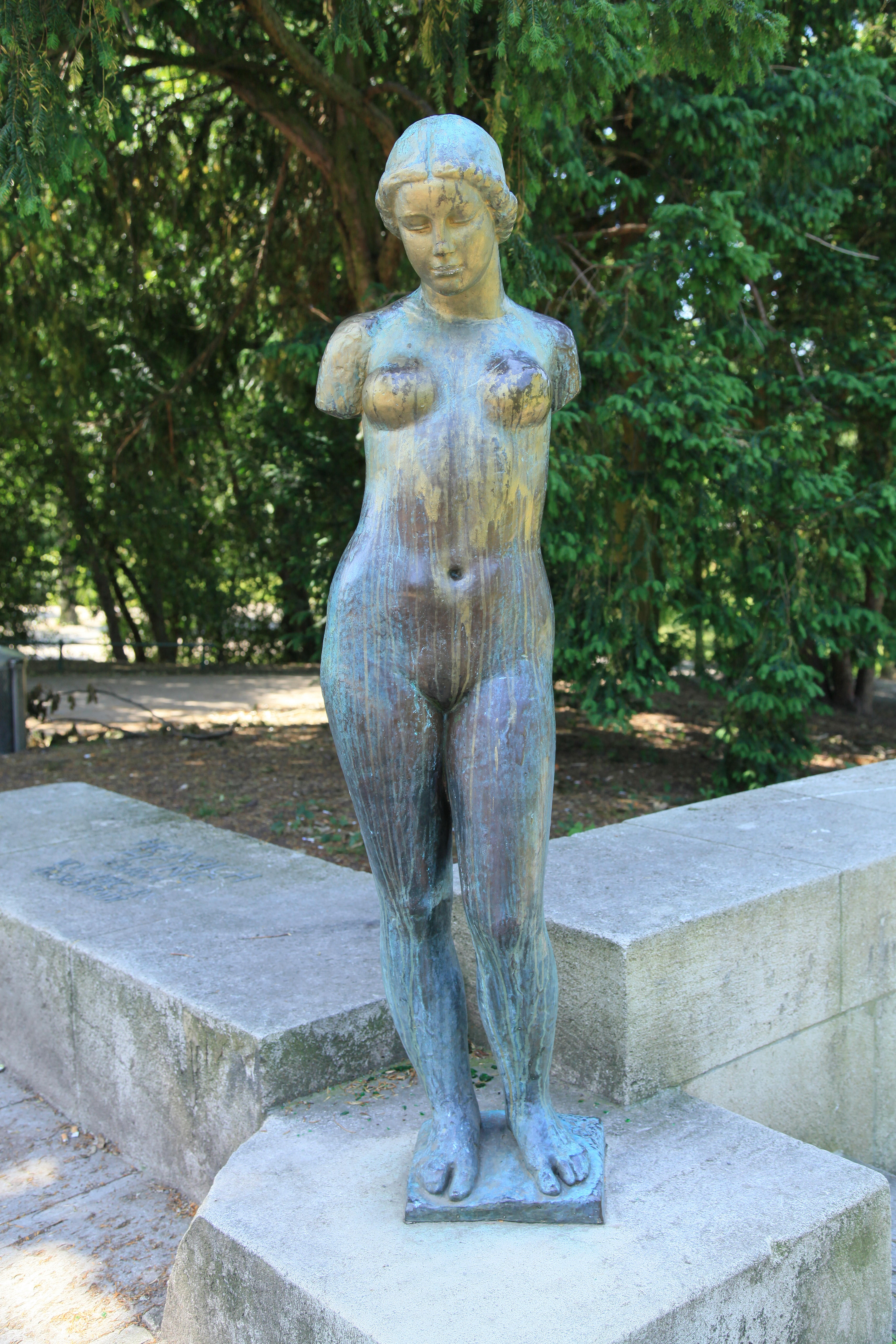
"Armonía", última obra de Aristide Maillol, inacabada, para la que posó Dina Vierny.

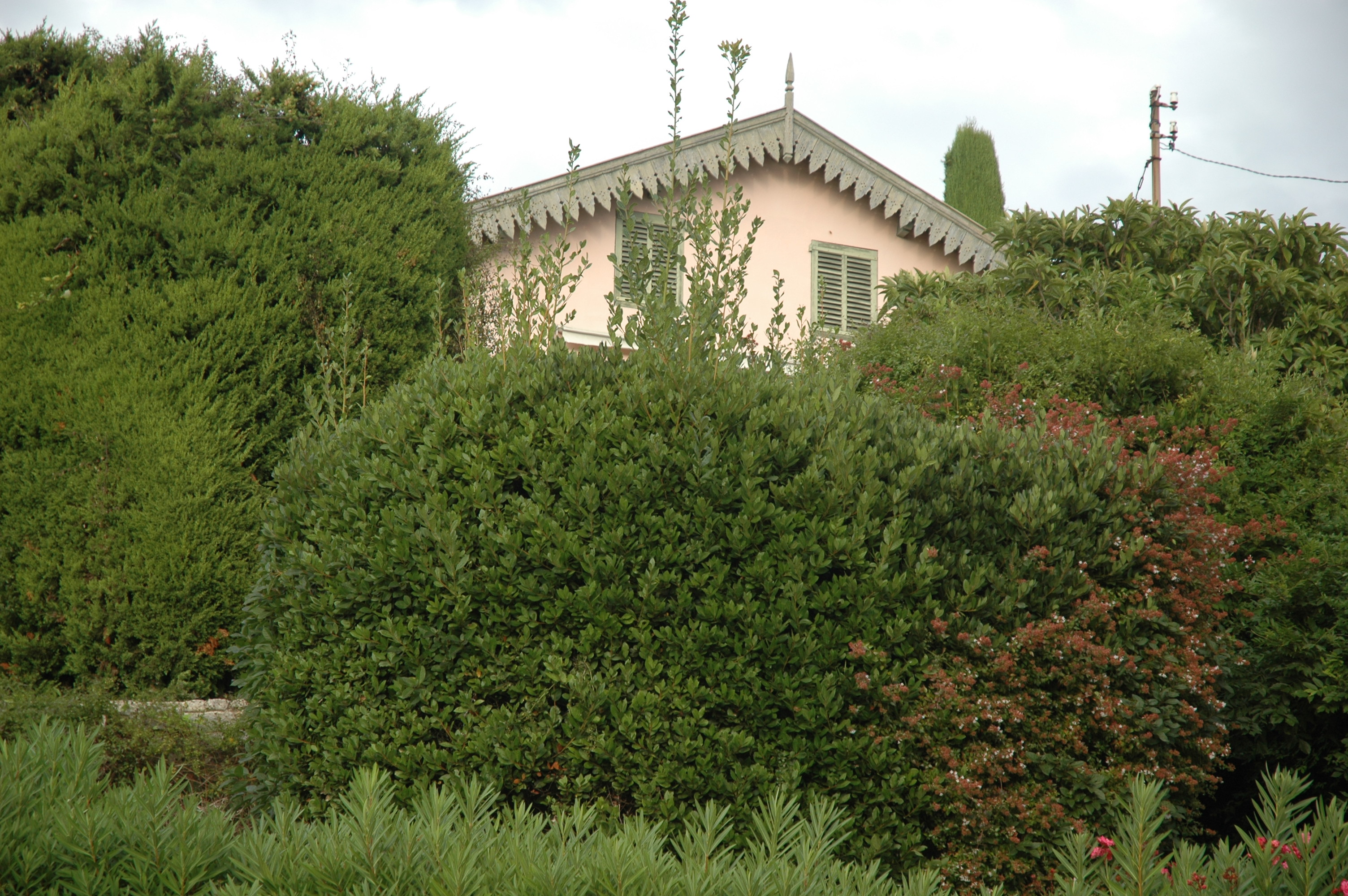
La casa de Pierre Bonnard en Le Cannet, zona de ocupación italiana en Francia, donde Dina Vierny estuvo un tiempo refugiada.

Tras estallar la Segunda Guerra Mundial, el gobierno de la Tercera República empezó a perseguir a los militantes del partido comunista. Instalada en el apartamento de invitados que Maillol había puesto a su disposición en su casa de Banyuls-sur-Mer desde antes de la guerra, Dina Vierny ayudó a militantes antifascistas a huir hacia España, a través de un camino de contrabandistas de los Pirineos orientales que le había mostrado el artista. El vestido rojo de "Didi", que ella utilizaba como señal para que las personas a las que iba a ayudar se reuniesen con ella en una terraza de un café, sirvió de inspiración a Maillol para pintar en 1940 el retrato titulado "Dina con el vestido rojo".
Durante la ocupación, fue arrestada una primera vez por la gendarmería nacional. Un abogado pagado por Maillol consiguió que la liberasen inventando una historia de contrabando de aceite para justificar la marcha clandestina, pero su expediente fue transmitido a la Gestapo. Categorizada como de "raza judía" por el Estatuto de los judíos del 2 de junio de 1941, Vierny corría el riesgo de ser arrestada tras la puesta en marcha del Comisariado General de Asuntos Judíos de la Francia de Vichy, en abril de 1941. Para evitar que la obligasen a llevar la estrella amarilla, impuesta el 6 de junio de 1942, Maillol la convenció para que se refugiase una temporada en la casa de Henri Matisse, en Cimiez, Niza, zona italiana. Allí posó para él, y también para Pierre Bonnard. Participó en el Comité Fry, financiado por Eleanor Roosevelt, y que en la zona sur se dedicaba, en coordinación con Lily Pastré, a repatriar a personalidades desde Marsella, donde se habían refugiado muchos de intelectuales.
A principios de 1943, cayó la red rusa de Acción ortodoxa, fundada entre otros por Dimitri Klépinine. Vierny fue arrestada por la Gestapo en el curso una redada efectuada en la Académie de la Grande Chaumière, en París. Encontraron varios fajos de dólares enviados por la red Fry y fue inculpada por traficar con moneda falsa. La sometieron a doce interrogatorios en un centro de tortura, en el número 80 de la avenida Foch, y fue posteriormente encarcelada en la prisión de Fresnes, a la espera de la deportación, como sucedió con su padre, que fue deportado el 7 de diciembre de 1943 de Drancy a Auschwitz, donde murió el 12 de diciembre de ese mismo año. Al cabo de seis meses, en octubre de 1943, Maillol aprovechó la visita a Banyuls-sur-Mer de Arno Breker, escultor oficial del régimen nazi, que había ido a hacer su retrato, y se trasladó con él a París para supervisar la fundición de una escultura. Una vez en París y con la ayuda de Werner Lange, que trabajaba en la Propagandastaffel, logró la liberación de Vierny, que regresó con él a Banyuls. Tras el desembarco de Normandía, Vierny se reunió de nuevo en París con sus compañeros comunistas, que estaban preparando la insurrección, y participó en las barricadas en el mes de agosto. Posteriormente, durante la purga, fue de las pocas personas que defendió a Arno Breker, desplazándose incluso a Berlín.

### Galerista (1944-1962)

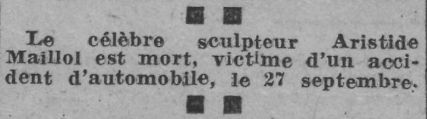
Anuncio del fallecimiento de Maillol publicado, con dos semanas de retraso, en Ce Soir, el 11 de octubre de 1944.

En 1944, Maillol falleció en Banyuls como consecuencia de un accidente de tráfico sufrido diez días antes, designando a Dina Vierny como su ejecutora testamentaria. Lucien Maillol, hijo único y heredero del escultor, la encargó la gestión y promoción de la obra de su padre. Vierny consagró el resto de su vida a esta tarea. Una vez divorciada, se casó con Jean Lorquin, con quien tuvo dos hijos, Olivier, nacido en 1949, y Bertrand, nacido en 1957.
Aconsejada por Henri Matisse, abrió en 1947 una en Saint-Germain-des-Près, en el número 36 de la rue Jacob.  La galerista Jeanne Bucher, la ayudó en su nuevo trabajo como marchante de arte. Expuso obras de Maillol, Pablo Picasso y Henri Matisse, entre otros. Promocionó la obra de Maillol en diferentes museos, especialmente en los Estados Unidos. Coleccionó obras de Vasili Kandinski y organizó exposiciones del artista en colaboración con Nina Kandinski. Dio a conocer también la obra de Fahrelnissa Zeid, de Serge Poliakoff, de Jean-Pierre Laurens y de los pintores del Grupo CoBrA. En la década de 1960, presentó la obra de los artistas soviéticos pertenecientes al movimiento Sots Art, a los que conoció en Moscú durante un viaje que hizo en 1959 siguiendo el rastro de su familia exterminada. Entre ellos estaban Ilia Kabakov, Erik Boulatov, Vladimir Yankiliévski, Michel Chémiakine y Lydia Masterkova.

### La fundación Dina-Vierny (1963-2009)
En 1963, Vierny le solicitó al ministro de cultura André Malraux que restaurasen una escultura expuesta en el jardín de las Tullerías, en París. Malraux le propuso instalar allí mismo, al aire libre, todas las esculturas monumentales de Maillol, que ella aceptó donar a la República francesa. En 1964, se instalaron las dieciocho esculturas, con la propia Vierny supervisando su colocación y el fotógrafo Robert Doisneau inmortalizando la escena. Este hecho permitió redescubrir la obra de Maillol, que veinte años después de su muerte había caído en el olvido. En 1967, Dominique Delouche realizó un cortometraje titulado Dina chez les rois, narrado por la actriz francesa Arletty, sobre la instalación de las obras de Maillol en las Tullerías.

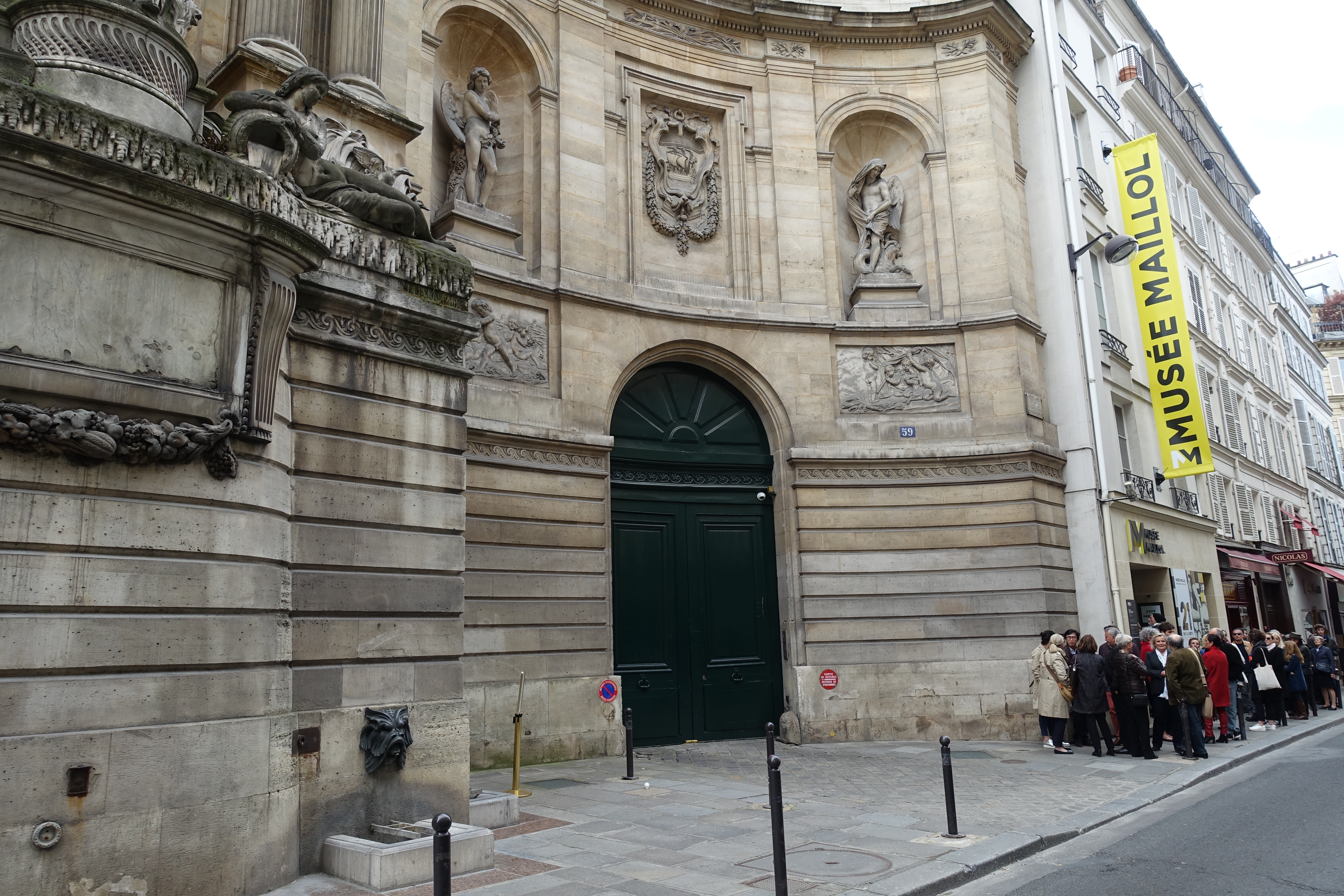
Entrada del Museo Maillol, en el número 61 de la rue de Grenelle en París.

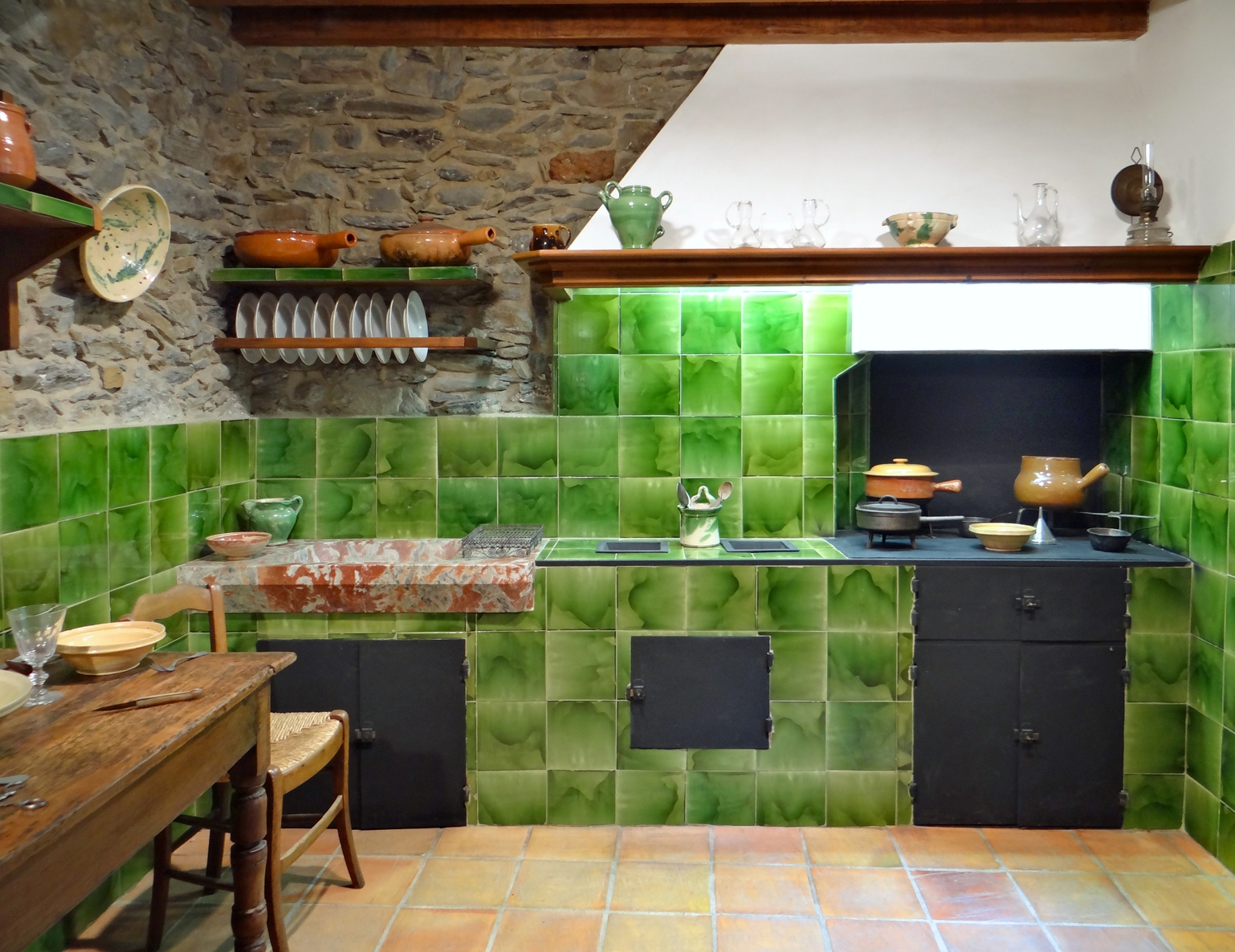
Cocina de La Métaire, casa museo de Aristide Maillol en Banyuls-sur-Mer, donde el artista preparaba comidas para sus invitados. Restaurada por el Museo Maillol-Fundación Dina-Vierny.

En 1983, Vierny decidió crear una fundación para dar a conocer al público la obra de Aristide Maillol. Durante los treinta años siguientes, fue adquiriendo uno a uno los apartamentos del edificio en el que vivía, un palacete del siglo XVIII ubicado en el distrito VII de París, con la intención de instalar allí un museo consagrado al artista, donde también se expone la colección de arte de Vierny. En 1972, Lucien Maillol falleció a los setenta y tres años, sin descendencia, y legó todos sus bienes a Dina Vierny, reservando el usufructo de la casa de Maillol en Banyuls-sur-Mer para su amante Madmoiselle Wessel. El Museo Maillol, propiedad de la Fundación Dina-Vierny, abrió sus puertas en 1995, como resultado del trabajo de salvaguarda y renovación en el que Dina Vierny y el arquitecto Pierre Devinoy, alumno de Auguste Perret, consagraron diecisiete años.
Vierny falleció en París, Francia, cinco días antes de cumplir noventa años de edad. La sobrevivieron sus dos hijos, Olivier Lorquin, director del Museo Maillol, y el historiador del arte Bertrand Lorquin, conservador de dicho museo.

## La colección Vierny

### Postimpresionistas y surrealistas
La colección se compone principalmente de obras de pintores amigos o conocidos, como Pierre Bonnard, Henri Matisse, Marcel Duchamp, Raymond Duchamp-Villon, Jacques Villon o Vasili Kandinski.

### Primitivos modernos
Dina Vierny reunió una colección de cuadros de pintores modernos naíf, como Henri Rousseau, André Bauchant, Louis Vivin, Camille Bombois o Séraphine Louis. Está considerada como una de las colecciones más importantes de este género.

### Colección de muñecas
Dina Vierny reunió una gran colección de muñecas, hasta que subastó parte de ella en 1995 en Sotheby's. La colección incluía muñecas, casas de muñecas, coches y miniaturas fabricados en Francia y Alemania entre finales del siglo XVIX y principios del XX.

## Obra musical
Intérprete
- Chants des prisonniers sibériens d'aujourd'hui, 2C 068-96179, Pathé-Marconi, Paris, 1975, vinilo, LP.

Reeditado como Chants Du Goulag, LDX 274933, Paris, Le Chant du Monde, 1992, CD.
Autora
- « Cauchemar », in O. Guitarkine, O. Kostroff, А. Кalinine & О. Padkoviéroff, Un couteau pour Madame Müller, Saint Pétersbourg, Enregistrements des Étoiles, 1997.

## Documentales
- Alain Jaubert, Marie José Jaubert, Dina Vierny, une vie pour l'art, Palette production, Paris, 2006, 52 min.
- C. Aventurier, Aristide Maillol-Dina Vierny, un Pygmalion et sa muse, MFP, Paris, 2016, 55 min.